# 李其紀
李其紀（1583年—1642年），字布宸，别号文方，直隸大名府清豐縣民籍。

## 生平
万历四十三年（1615年）乙卯科順天府鄉試第三名舉人，四十四年（1616）联捷丙辰科第二甲第二十六名进士，刑部觀政，四十五年授工部主事，会有京仓之役，工竣，归羡金于朝。天啓元年（1621年）改禮部主客司主事，调吏部主事，歴升文选司郎中，典选事。上嘉其廉直，后以事左迁行人司副，遂还乡里。崇祯庚辰、辛巳（十三、十四年），凶荒频仍，人相食，煮糜赈济活人以万计。崇祯十五年壬午（1642年），清兵南下，河北郡县望风瓦解。清豐縣邑据守八日，城始失守。一时殉难官绅士民，死非一途。其纪倾家赀供城守，力竭心瘁。城破被执，以刃逼之，厉声不屈，饮刃，体无完肤而死。

## 引用
1. ↑  《萬曆四十四年丙辰科進士序齒録》
2. ↑  《萬曆四十四年丙辰科進士履歷》：李其纪，布宸，書三房，癸未十月初十日生。清丰县人，乙卯三，会三百十九，二甲二十六名。刑部政，丁巳授工部主事，辛酉補都水司主事，甲子升主客司主事，乙丑調吏部稽勋司主事，升验封，丙寅調考功，調文选，升文选员外，升稽勋司郎中，本年給假，辛未起考功司郎中，調文选司，降，壬申降南行人司副。曾祖朝。祖廷韶。父三樂。
3. ↑  俞汝楫《禮部志稿》卷四十三：李其纪，布宸，北直清丰人。丙辰進士，天啓四年繇工部調任。
4. ↑  雍正《畿輔通志》卷七十七《忠節·大名府·明》：李其纪，字布宸，清丰人。萬曆進士，授工部主事，……調吏部主事，歷升郎中……左遷行人司副，遂还里。崇祯十五年，城陷死焉。